# Prognathorhynchus campylostylus
Prognathorhynchus campylostylus är en plattmaskart som beskrevs av Tor Karling 1947. Prognathorhynchus campylostylus ingår i släktet Prognathorhynchus och familjen Gnathorhynchidae. Inga underarter finns listade i Catalogue of Life.